# Disney XD (Polonia)
Disney XD es un canal de televisión polaco propiedad de The Walt Disney Company. Fue lanzado en Polonia el 19 de septiembre de 2009, reemplazando a Jetix. Su programación es mayoritariamente series animadas e infantiles, con edades objetivo de 6 a 15 años. Desde el 10 de abril de 2014, el canal emite las 24 horas del día; anteriormente el canal estuvo al aire durante 18 horas, desde las 6:00 a. m. hasta la medianoche.